# Tony Plana
Tony Plana, född 19 april 1954 i Havanna i Kuba, är en amerikansk skådespelare och regissör. Han var regissör för filmen The Princess and the Barrio Boy (2000).

## Filmografi
- Jodi Arias: Dirty Little Secret (2013)
- Hacia la oscuridad (2007)
- The Lost City (2005)
- El Muerto (2005)
- Vampire Bats (2005)
- Dagbok från en revolution (2002)
- Half Past Dead (2002)
- Vegas, City of Dreams (2001)
- The Princess and the Barrio Boy (2000)
- Noriega: God?s Favorite (2000)
- Picking Up The Pieces (2000)
- Million dollar knockout baby (2000)
- My Little Assassin (1999)
- Justice (1999)
- Santa Fe (1997)
- Sub Down (1997)
- 187 (1997)
- Primal Fear (1996)
- Veronica Clare: Slow Violence (1995)
- Eldprovet (1995)
- Nixon (1995)
- The Burning Season - Berättelsen om Chico Mendes (1994)
- Streets of L.A. (1993)
- A Million To Juan (1993)
- Veronica Clare: Naked Heart (1992)
- Veronica Clare: Affair With Death (1992)
- One Man's Justice (1991)
- JFK (1991)
- Lagens väktare (1991)
- Sweet 15 (1990)
- FBI morden 2. den inre kretsen (1990)
- Havana (1990)
- The Hillside Stranglers (1989)
- Romero (1989)
- Medan dagen gryr (1988)
- Varför just jag (1988)
- Born in East L.A. (1987)
- Dödspatrullen (1987)
- Salvador (1986)
- Tre Amigos (1986)
- Latino (1985)
- City Limits (1985)
- Lyssna till ditt hjärta (1983)
- Mardrömmar (1983)
- Valley Girl (1983)
- Dödförklarad (1981)
- The Streets of L.A. (1979)
- Olhar Estrangeiro
- 2023 – White House Plumbers (TV-serie)